# Elatostema rupestre
Elatostema rupestre är en nässelväxtart som först beskrevs av Buch.-ham. och David Don, och fick sitt nu gällande namn av Hugh Algernon Weddell. Elatostema rupestre ingår i släktet Elatostema och familjen nässelväxter. Inga underarter finns listade i Catalogue of Life.